# Линичук, Наталья Владимировна
Наталья Владимировна Линичук (род. 6 февраля 1956, Москва) — советская фигуристка, ныне тренер по фигурному катанию. Выступала в танцах на льду с Геннадием Карпоносовым. Олимпийская чемпионка (1980), двукратная чемпионка мира и Европы. Заслуженный мастер спорта СССР (1978). Заслуженный тренер России. Заслуженный деятель искусств Российской Федерации (1994).

## Спортивная карьера
Линичук и Карпоносов тренировались у Елены Чайковской и выступали за клуб «Динамо—Москва». Свои первые медали на взрослом уровне они получили в 1974 году, став бронзовыми призерами чемпионатов Европы и мира. В 1975, 1976 и 1977 годах завоёвывали бронзовые медали чемпионатов Европы. На Олимпиаде 1976 года, когда танцы на льду были введены в программу Зимних Олимпийских игр, Линичук и Карпоносов стали четвертыми. А на чемпионате мира 5-е место.В 1977 году  стали во второй раз бронзовыми призерами на чемпионате мира в Японии. Переломным для них стал 1978 год.   На чемпионате Европы Линичук и Карпоносов поднялись впервые на серебряную ступеньку пьедестала. На чемпионате мира  в Оттаве Линичук и Карпоносов впервые стали чемпионами. Далее их успехи продолжились, и они стали чемпионами мира и 1979 году.
Они выиграли Олимпиаду 1980 года.
Наталья Линичук состояла в КПСС.

## Карьера тренера
.

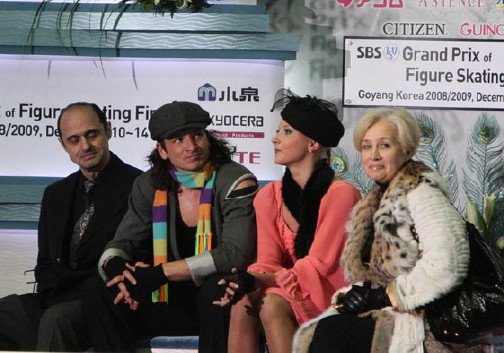
Слева направо: Геннадий Карпоносов с учениками Максимом Шабалиным и Оксаной Домниной, и Наталья Линичук

Наталья Линичук и Геннадий Карпоносов стали успешными тренерами в танцах на льду. Работали они в городе Астон (штат Пенсильвания, США). В их тренерском дуэте Геннадий отвечает за обязательные танцы, а Наталья — за оригинальный танец и произвольную программу.
Их учениками в разное время были такие пары:
- Оксана Грищук / Евгений Платов, олимпийские чемпионы 1994 и 1998 года, четырёхкратные чемпионы мира (1994, 1995, 1996, 1997), трёхкратные чемпионы Европы (1996, 1997, 1998);
- Анжелика Крылова / Олег Овсянников, серебряные призёры Олимпийских игр 1998 года, двукратные чемпионы мира (1998, 1999) и Анжелика Крылова / Владимир Фёдоров, бронзовые призёры чемпионата мира (1993). Анжелика Крылова / Владимир Лелюх;
- Марина Анисина / Илья Авербух, двукратные победители первенства мира среди юниоров;
- Ирина Лобачёва / Илья Авербух, серебряные призёры Олимпийских игр 2002, чемпионы мира 2002 года;
- Татьяна Навка / Николай Морозов, Анна Семенович / Роман Костомаров;
- Татьяна Навка / Роман Костомаров, чемпионы Олимпийских игр 2006 года, двукратные чемпионы мира (2004, 2005, трёхкратные чемпионы Европы (2004, 2005, 2006);
- Албена Денкова / Максим Ставиский, двукратные чемпионы мира (2006, 2007);
- Елена Грушина / Руслан Гончаров, бронзовые призёры Олимпийских игр (2006);
- Ирина Романова / Игорь Ярошенко, бронзовые призёры чемпионата Европы (1996);
- Элиан Хугентоблер / Даниэль Хугентоблер, чемпионы Швейцарии, участники чемпионатов мира и Европы, Олимпийских игр;
- Федерика Фаэлла / Массимо Скали, серебряные призёры первенства Европы и бронзовые призёры чемпионата мира;
- Нодзоми Ватанабэ / Акиюки Кидо, чемпионы Японии, участники чемпионата мира и Олимпийских игр, чемпионы Азиатских игр;
- Галит Хаит / Сергей Сахновский, бронзовые призёры чемпионата мира;
- Екатерина Пушкаш / Джонатан Гурейро, серебряные призёры первенства мира среди юниоров;
- Пернель Каррон / Ллойд Джонс;
- Алики Стергиаду / Юрис Разгуляев, двукратные чемпионы мира среди юниоров;
- Лаури Бонакорси / Трэвис Магер, участники первенства мира среди юниоров;
- Анжелика Кирхмайер / Дмитрий Лагутин, чемпионы мира среди юниоров.

В апреле 2008 года в их группу перешли серебряные медалисты Олимпиады в Турине Танит Белбин и Бенджамин Агосто.
В июне 2008 года о своём решении тренироваться у Линичук и Карпоносова заявили лидеры российской сборной Оксана Домнина и Максим Шабалин.
Многократно приезжали на тренировки-консультации:
- Барбара Фузар-Поли / Маурицио Маргальо,
- Катерина Мразова / Мартин Шимичек,
- Сильвия Новак / Себастьян Колясинский,
- Барбара Сильна / Юрий Куракин,
- Хуан Синьтун / Чжэн Сюнь,
- Юй Сяоян / Ван Чэнь.

В январе 2023 года Наталья Линичук вернулась в Россию.

## Награды
- Заслуженный деятель искусств Российской Федерации (22 апреля 1994 года) — за заслуги в развитии физической культуры и спорта и большой личный вклад в подготовку и проведение XVII зимних Олимпийских игр 1994 года[6]
- Орден Почёта (26 января 1999 года) — за заслуги в развитии физической культуры и спорта, большой вклад в подготовку спортсменов к XVIII зимним Олимпийским играм 1998 года[7]
- Орден Дружбы (5 мая 2003 года) — за большой вклад в развитие физической культуры и спорта, высокие спортивные достижения на Играх XIX Олимпиады 2002 года в Солт-Лейк-Сити[8]
- Медаль ордена «За заслуги перед Отечеством» II степени (21 октября 2010 года) — за успешную подготовку спортсменов, добившихся высоких спортивных достижений на XXI Олимпийских зимних играх 2010 года в городе Ванкувере (Канада)[9]
- Орден Дружбы народов (9.04.1980)[10]

## Личная жизнь
Геннадий Карпоносов — второй муж Натальи Линичук. Её первый супруг работал во Внешторге и мало интересовался спортом. Карпоносов несколько раз предлагал партнёрше выйти за него замуж. Они поженились в июле 1981 года. В 1985 году у них родилась дочь Анастасия.
Наталья Линичук и Геннадий Карпоносов развелись в 2014 году. После развода они долго судились: делили имущество через суд. Пара делила 49 миллионов рублей. Наталья утверждала, что больше средств вложила в ремонт совместной квартиры, чем её супруг. Поэтому она требовала, чтобы из общей суммы ей достались дополнительные четыре миллиона. Однако фигуристка не смогла доказать, что именно она приобретала мебель и технику. По этой причине суд не принял аргументы Линичук и 22 марта 2017 года вынес решение в пользу Карпоносова.

## Спортивные достижения
| Соревнования            | 1974 | 1975 | 1976 | 1977 | 1978 | 1979 | 1980 | 1981 |
| ----------------------- | ---- | ---- | ---- | ---- | ---- | ---- | ---- | ---- |
| Зимние Олимпийские игры |      |      | 4    |      |      |      | 1    |      |
| Чемпионаты мира         | 3    | 4    | 5    | 3    | 1    | 1    | 2    |      |
| Чемпионаты Европы       | 3    | 3    | 3    | 3    | 2    | 1    | 1    | 3    |

## Факты
26 сентября 2015 года приняла участие в театрализованных онлайн-чтениях произведений А. П. Чехова «Чехов жив».
В 1984 году она стала первой ведущей уроков аэробики на центральном телевидении.